# Landtagswahl in Liechtenstein 1926 (April)
Die Landtagswahl in Liechtenstein April 1926 fand am 5. April 1926 statt und war die reguläre Wahl der Legislative des Fürstentums Liechtenstein. Hierbei wurden alle 15 Abgeordneten des Landtags des Fürstentums Liechtenstein in den beiden Wahlkreisen Ober- und Unterland vom Landesvolk gewählt.
- FBP: 6
- VP: 9

## Wahlergebnis
| Partei                              | Sitze    | Sitze     | Sitze     |
| ----------------------------------- | -------- | --------- | --------- |
| Partei                              | Oberland | Unterland | insgesamt |
| Fortschrittliche Bürgerpartei (FBP) | 0        | 6         | 6         |
| Christlich-soziale Volkspartei (VP) | 9        | 0         | 9         |